# Mat (vattendrag)
Mat är ett vattendrag i Albanien. Det ligger i den norra delen av landet, 40 km nordväst om huvudstaden Tirana.
Trakten runt Mat består till största delen av jordbruksmark. Runt Mat är det ganska tätbefolkat, med 230 invånare per kvadratkilometer.